# Myotis dominicensis
Myotis dominicensis là một loài động vật có vú trong họ Dơi muỗi, bộ Dơi. Loài này được Miller mô tả năm 1902.